# Physica Plinii
Physica Plinii ist der aus der Renaissance stammende Titel eines spätantiken Arzneibuchs, das etwa im 6. Jahrhundert in lateinischer Sprache verfasst wurde. Es ist in einigen Codices überliefert und wurde von Tommaso Pighinucci 1509 in einer gedruckten Fassung in 5 Büchern veröffentlicht. Mit dieser Ausgabe wurde der Name Plinius Valerianus verbunden.

## Buch I-III
Buch I-III der Physica Plinii (P.P.) stellt eine Überarbeitung der Medicina Plinii (M.P.) mit zum Teil wörtlichen Exzerpten, aber auch umfangreichen Veränderungen und Erweiterungen dar. Da die M.P. auf den Anfang des 4. Jahrhunderts n. Chr. datiert wird, müssen diese 3 Bücher später verfasst worden sein. Auch mit dem Rezeptbuch De medicamentis liber des zum Teil auch aus der M.P. schöpfenden Marcellus Empiricus, das auf etwa 400 n. Chr. datiert wird, finden sich zahlreiche Übereinstimmungen.

### Inhalt Buch I
Der Prolog des Buches I, in dem die Ärzte gescholten werden und ein praktisches breuiarium insbesondere für die Reise angekündigt wird, ist bis auf kleine Sprachumstellungen der M.P. entnommen. Buch I folgt denn wie die M.P. dem Schema 'von Kopf bis Fuß'. Häufig entsprechen sich die Kapitelüberschriften: etwa P.P. I, 7 Ad capillos denigrandos und M.P. I, 5 Capillis denigrandis (beides: 'Mittel zum Schwarzfärben der Haare'), wobei in diesem Fall die Kapitel weitgehend identisch sind. Beide Bücher empfehlen (Fassung der M.P.):
„Ouum coruinum in aeneo (P.P.: eneo) uase permiscetur, deinde raso capiti (P.P.: capite) in umbra inlinitur (P.P.: illinitur)“ (Ein Rabenei in einer Erzschale aufschlagen und damit im Schatten den geschorenen Kopf einreiben.)
Im Allgemeinen ist das Heilmittelangebot der P.M. aber umfangreicher. In diesem kurzen Text wird auch die Fortentwicklung der lateinischen Sprache deutlich.

### Inhalt Buch II
Buch II setzt die Behandlung 'von Kopf bis Fuß' fort und behandelt, dabei dem Band II der M.P. folgend, Herz-, Magen- und Darmerkrankungen. Allerdings beginnt es mit 20 Kapiteln, die keine oder nur sehr wenig Entsprechung in der M.P. finden. Auch gibt es zahlreiche Umstellungen, Textabweichungen und Einschübe. Das sehr kurze Rezept M.P. II, 24 gegen Talorum dolori et tumori wird zum Beispiel wörtlich zitiert in P.P. II, 49. Aber es wird stark erweitert, zusätzlich zu
Wasserschlamm und gekochtem Ziegenmist wird trockener Bullenmist, frischer Mist, Asche von Frauenhaar, Schaffett, Meerlunge (ein quallenartiges Tier) und Asche des Meerkrebses angeboten.

### Inhalt Buch III
Von den 58 Kapiteln des Buches III haben 39 Bezüge zu der M.P. Und alle Kapitel M.P. III, außer Gelbsucht und Epilepsie, die nach P.P. II gezogen wurden, werden von P.P. III genutzt. Aber die Kapitel sind umgestellt und erweitert. P.P. III, 15 Ad nervos et articulos et artridicos zum Beispiel bringt den gesamten Inhalt von M.P. III, 1 Ad nervos et articvlos, die fel uulturis (Geiergalle), uermes terreni triti (geriebene Regenwürmer), beta ex melle et fico (Mangold in Honig mit Feige), es folgen aber noch eine große Anzahl hauptsächlich pflanzlicher Rezepte.

## Buch IV und V
Buch IV und V stehen in keinem direkten Zusammenhang mit den ersten Büchern, vielmehr handelt es sich um eine wohl zufällige Zusammenstellung eines Sammlers oder Schreibers. Buch IV ist ein Auszug aus den Schriften des Quintus Gargilius Martialis, Buch V ein Auszug aus alten lateinischen Bearbeitungen (gekürzten Übersetzungen) der griechischen Schriften des Alexander von Tralleis. Auch Scribonius Largus wurde miteinbezogen.

## Nachwirkung
Direkt aus der Physica Plinii entnommene Inhalte finden sich im Ende des 8. Jahrhunderts fertiggestellten Lorscher Arzneibuch.

## Textausgaben
- Joachim Winkler (Hrsg.): Physicae quae fertur Plinii Florentino-Pragenis liber primus (= Lateinische Sprache und Literatur des Mittelalters, herausgegeben von Alf Önnerfors, Bd. 17). Frankfurt am Main / Bern / New York / Nancy 1984.
- Walter Wachtmeister (Hrsg.): Physicae quae fertur Plinii Florentino-Pragenis liber secundus (= Lateinische Sprache und Literatur des Mittelalters, herausgegeben von Alf Önnerfors, Bd. 21). Frankfurt am Main / Bern / New York 1985.
- Günter Schmitz: Physicae quae fertur Plinii Florentino-Pragenis liber tertius (= Lateinische Sprache und Literatur des Mittelalters, herausgegeben von Alf Önnerfors, Bd. 24). Frankfurt am Main / Bern / New York / Paris 1988.
- Alf Önnerfors (Hrsg.): Physica Plinii Bambergensis. (Cod. Bamb. med. 2, fol. 93v,232r). Olms, Hildesheim / New York 1975 (= Bibliotheca graeca et latina suppletoria. Band 2), ISBN 3-487-05873-1.